# 山口県道22号光柳井線
山口県道22号光柳井線（やまぐちけんどう22ごう ひかりやないせん）は、山口県光市から柳井市に至る県道（主要地方道）である。

## 概要
光市と柳井市を山間部を経由して結ぶ路線であり、海側を通る国道188号を短絡するバイパスとしての機能を持つ。

### 路線データ
- 起点：光市虹ケ丘6丁目
- 終点：柳井市南町2丁目（国道188号交点）

## 歴史
- 1993年（平成5年）5月11日 - 建設省から、県道光柳井線が光柳井線として主要地方道に指定される[1]。
- 2015年（平成27年）2月27日 - 山口県告示第64号により、路線が延長され、起点が光市虹ケ浜6丁目に変更される[2]。

## 路線状況
起点側がさらに延長され、国道188号と接続される予定である。

### バイパス
- 庄山バイパス（熊毛郡田布施町） - 2009年11月27日完成[4]

## 地理

### 通過する自治体
- 光市
- 熊毛郡田布施町
- 柳井市

### 交差する道路
- 山口県道8号徳山光線（光市浅江2丁目）
- 山口県道144号光玖珂線（光市島田、光市新町交差点）
- 山口県道346号光井島田線（光市光井5丁目）
- 山口県道68号光日積線（光市光井）
- 山口県道162号石城山光線（熊毛郡田布施町上田布施）
- 山口県道163号別府田布施停車場線（熊毛郡田布施町上田布施、岸田交差点）
- 山口県道164号平生港田布施線（熊毛郡田布施町麻郷）
- 山口県道23号光上関線（熊毛郡田布施町下田布施、田布施町天神交差点）
- 山口県道63号下松田布施線（熊毛郡田布施町波野）
- 山口県道138号周東田布施線（熊毛郡田布施町大波野）
- 山口県道70号柳井玖珂線（柳井市古開作、古開作交差点）
- 国道188号（柳井市南町2丁目、南町西交差点、終点）

### 沿線にある施設
- JR山陽本線 光駅
- 光市民ホール
- 光地区消防組合
- 山口県立光高等学校
- 光市総合体育館
- 柳井市役所 余田出張所
- 柳井市役所 新庄出張所
- 山口県立柳井高等学校
- 柳井市役所